# Yvan Blot
Pour les articles homonymes, voir Blot.
Yvan Blot, né le 29 juin 1948 à Saint-Mandé et mort le 10 octobre 2018 dans le 16e arrondissement de Paris, est un haut fonctionnaire, homme politique et essayiste français.

## Biographie

### Origines et formation
Fils de Camille Blot, officier de marine, officier de la Légion d'honneur, membre du réseau Combat pendant la Seconde Guerre mondiale, et d'Adela Sophia Brys, Polonaise née en Biélorussie, Yvan Michel Blot, naît le 29 juin 1948 à Saint-Mandé. Son père meurt lorsqu'il a sept ans.
Ancien élève du lycée Henri-IV, diplômé de l'Institut d'études politiques de Paris (section Service public, promotion 1969), il est élève de l'École nationale d'administration dans la promotion François-Rabelais (1973).
Après un diplôme d'études supérieures (1974), il soutient en 2004 une thèse de doctorat ès sciences économiques.

### Club de l'horloge et RPR (1971-1988)
Yvan Blot découvre le Groupement de recherche et d'études pour la civilisation européenne (GRECE) par l'entremise de Jacques-François de Chaunac-Lanzac, le frère de François d'Orcival, et y adhère.
Fondateur, puis participant jusqu'en 1973 du Cercle Pareto, il anime également un groupe d'étude du GRECE au sein de cet établissement, consacré à la « politique des revenus ». Il écrit de 1971 à 1974 sous le nom de plume de « Michel Norey », ce qu'il a nié pendant plusieurs années, avant d'affirmer qu'il s'agissait d'un pseudonyme collectif. Il continue cependant de figurer sous ce nom dans le comité de rédaction de Nouvelle École jusqu'en 1987). Il est alors « l'auteur des textes les plus racialistes de la Nouvelle Droite » : en 1972, dans un texte consacré au réalisme biologique, il écrit ainsi qu'« il faut des esclaves pour que surgisse une nouvelle aristocratie », ou en 1974 qu'« ethnie et dressage sont les deux fondements d'une humanité supérieure ». Au sein du GRECE, il est tenu pour « l'un des principaux promoteurs [du] darwinisme », avec Yves Christen.
En 1973, il se rend avec Jean-Yves Le Gallou et Bernard Mazin chez Alain de Benoist pour le convaincre de s'engager dans la voie de l'action politique directe, mais celui-ci refuse catégoriquement. Il déclarera par la suite : « L'antichristianisme prôné par le GRECE me déplaisait, tout comme la personnalité d'Alain de Benoist ».
Après avoir quitté le GRECE en conséquence, il cofonde le 10 juillet 1974 le Club de l'horloge, lors d'une réunion qui se tient à son domicile de la rue des Canettes (qu'il loue au gréciste Roger Lemoine). Le Club tire d'ailleurs son nom de l'horloge qui trônait dans son appartement. Il est ordinairement présenté comme l'un de ses six fondateurs, avec Jean-Paul Antoine, Jean-Yves Le Gallou, Henry de Lesquen, Didier Maupas et Bernard Mazin ; il en prend la tête jusqu'en 1985 et y défend la constitution d'une droite nationale-libérale. Il dirige dans le même temps la revue Contrepoint.
Dans le même temps, il est membre du Cercle renaissance de Michel de Rostolan.
Il fait ses débuts comme administrateur civil au ministère de l'Intérieur, chargé de mission à la direction des Collectivités locales.
En 1978, il est brièvement chargé de mission au cabinet du président du Sénat, Alain Poher. De 1978 à 1984, il est directeur de cabinet des différents secrétaires généraux du Rassemblement pour la République (RPR) (Alain Devaquet puis Bernard Pons). En 1979, il devient inspecteur de l'administration.
Il est de 1973 à 1983 maître de conférences à Sciences Po Paris.
En 1975, il fait la connaissance, au Commissariat général au plan, de Bruno Mégret, dont il devient l'ami et qu'il contribue à former politiquement. Il convainc Mégret d'adhérer au Club de l'horloge, puis parraine en 1979 son adhésion au RPR.
En 1981, il participe aux côtés d'Édouard Balladur et Alain Juppé à la réorientation de la plate-forme présidentielle de Jacques Chirac, dans un contexte où le RPR adopte une ligne plus libérale en économie.
En mars 1983, il est élu conseiller municipal de Calais et, en mars 1985, conseiller général du canton de Calais-Centre. L'année suivante, il devient député de ce même département, étant élu sur la liste de Jean-Paul Delevoye. Il décrit l'arrivée de Jacques Chirac au poste de Premier ministre en 1986 comme « une période très stimulante car il a appliqué même si ce n'est que partiellement la plate-forme RPR-UDF ». Il participe pendant l'automne 1986, sous la direction d'Édouard Balladur et Jacques Friedmann, à la rédaction du projet de loi sur l'immigration que doit présenter Charles Pasqua, dont il est alors « très proche ». Mais en janvier 1987, à la suite de l'affaire Malik Oussekine, le gouvernement renonce à faire figurer dans son projet les mesures les plus restrictives ; il affirmera que « le texte définitif […] était une pâle copie de ce qu'[il] avai[t] concocté ». Le 11 juin 1987, il dépose une proposition de loi visant à instituer le référendum d'initiative populaire. La même année, lors de l'université annuelle du Club de l'horloge sur le thème de la « démocratie », il défend l'idée du référendum en s'appuyant sur les exemples de la Californie et de la Suisse et en espérant l'adoption par ce biais de l'arrêt de l'immigration, du rétablissement de la peine de mort et de la réforme du Code de la nationalité. Il diffuse ensuite ces thèses via l'A3D.
En juin 1988, il est battu par André Capet dans la septième circonscription du Pas-de-Calais. Il se prononce peu après pour un accord général entre la droite et le FN. Le quotidien Le Monde écrit ainsi dans son édition datée du 18 juin :

« M. Yvan Blot […] a constaté que, sur la question fondamentale de l'immigration, « l'unité de la droite existe déjà ». Pour lui, la comparaison, sur ce point, de la plate-forme RPR-UDF avec le programme du FN de 1985 ne révèle aucune différence de fond, le parti de M. Jean-Marie Le Pen se montrant simplement « plus audacieux ». Les dirigeants du club de l'Horloge appellent donc de leurs vœux une union de toute la droite, nécessaire et légitime, qui l’aidera à affirmer face à la gauche ses « valeurs communes », comme a tenté de le faire M. Charles Pasqua. »

### Au FN (1989-1998)
Ce que décrit Yvan Blot comme une « dérive centriste et socialisante » de la ligne du RPR le pousse à rejoindre le Front national en 1989. Selon Blot : Jacques Chirac « n'a pas su faire la synthèse entre les aspirations au libéralisme économique et les attentes populistes de la droite nationale ». D'après Emmanuelle Reungoat, il contribue à orienter le positionnement du FN, d'abord « pro-intégrationniste », vers l'opposition à la CEE et au supranationalisme. Il devient député européen du FN après les élections européennes de juin 1989. En novembre 1989, il participe à Nice aux Assises internationales de la désinformation, organisées par l'Institut d'études de la désinformation et soutenues par la municipalité de Jacques Médecin.
En août 1991, dans le contexte de la guerre du Golfe, il conspue dans l'« intimité » d'un « atelier d'argumentation » « Georges [sic] Bush et son nouvel ordre international qui défend les idées de Mme Veil, de M. Servan-Schreiber et de Mme Barzach », et s'alarme contre un supposé « génocide de la race blanche » — propos qui se rattachent, selon Nicolas Lebourg, à la thèse du « complot juif mondial ». En 1992, une polémique éclate après que Stern eut publié une photo prise deux ans plus tôt, où il figure aux côtés de Bela Ewald Althans (en), lors d'une réunion négationniste intitulée « Le thème d'Auschwitz » ; il affirme alors qu'il ne connaissait pas ce « jeune homme bon chic bon genre », et qu'il s'agissait en fait d'une réunion des Républicains. La date de la photo correspond à celle où Ivan Blot était à une réunion du conseil général du Pas-de-Calais ; il exige un droit de réponse du Monde et le TGI de Paris lui donne raison[Quand ?][réf. nécessaire].
Il envisage un temps de s'implanter à Hyères, mais Jean-Marie Le Pen lui demande de s'occuper du FN en Alsace. Il devient conseiller régional d'Alsace dès 1992, et sera réélu en 1998.
En décembre 1995, il participe à la première table ronde de Terre et Peuple.
En 1995, il est élu conseiller municipal de Strasbourg, fonction qu'il conservera jusqu'en 2001. Il est vice-président du conseil régional sous la férule de Marcel Rudloff jusqu'en 1998, et dirige le FN du Bas-Rhin.
En janvier 1998, il est chargé de l'instruction publique et des universités dans le contre-gouvernement du FN supervisé par Jean-Claude Martinez. En juin, il participe à une élection législative partielle à Saverne, où il recueille 19,54 % des voix.
Au lendemain de la dissidence Mégret, il est exclu du FN en 1998. Robert Spieler estime que, dans le cadre de sa direction de la fédération départementale du FN, « [son] erreur […] est d'avoir cherché à faire des militants avec des notables et de délaisser la base, avec laquelle il est mal à l'aise ».
Lors du congrès de Marignane, il est élu membre du Bureau national et délégué national aux relations extérieures du Front national-Mouvement national mégrétiste. Dès le printemps 1999, il demande toutefois sa réincorporation au sein du FN, s’estimant avoir été trompé sur la ligne tenue par Mégret. Il accuse ce dernier d'avoir menti concernant son ambition de modernisation de l’ex-FN, censée le rendre plus offensif, et d'avoir organisé son ralliement à l'alliance RPR-UDF-DL. Il lui reproche notamment d’avoir reçu un soutien matériel d’un « important industriel proche de Jacques Chirac » et de l’avoir poussé à prendre contact avec les responsables RPR du Bas-Rhin pour constituer une liste commune aux élections municipales de 2001.

### Retour à droite (2000-2018)
En 2002, Yvan Blot est nommé inspecteur général de l'administration au ministère de l'Intérieur.
Il tente la même année de rejoindre l’UMP. Alors que la fédération UMP du Bas-Rhin indique dans un premier temps son adhésion, la direction de l'UMP affirme le 29 novembre 2002 que « la commission de contrôle des opérations électorales a décidé de ne pas accepter » ce nouvel adhérent. En novembre 2004, après l'accession de Nicolas Sarkozy à la présidence de l'UMP, Yvan Blot a obtenu sa carte d'adhérent au titre de la fédération de Paris.
Toujours en 2004, il préside la commission d'enquête sur l'incendie du centre équestre de Lescheraines.
Après avoir soutenu sa thèse, il est chargé de TD à l'université Nice-Sophia-Antipolis[réf. nécessaire], puis chargé de cours de science politique à l'Institut catholique de Rennes.
Il préside l'Institut néo-socratique (INSO),.
Il crée, en juillet 2010, une nouvelle association, Agir pour la démocratie directe (APD), qui prend la suite d'une autre qu'il avait fondée en 1986, l'Association pour le développement de la démocratie directe (A3D). Il intervient lors des séminaires de l'Institut de formation politique d'obédience libérale-conservatrice — au comité de parrainage de laquelle figuraient notamment Alain Peyrefitte et Jacques Godfrain.
Il rejoint en 2011 le RIF et en devient le vice-président. En novembre 2011 de la même année, alors qu'il est invité au salon des écrivains du B'nai B'rith France, il est décommandé après la dénonciation d'un article du Monde évoquant son passage au GRECE qu'il n'a jamais caché.
Lors des élections législatives de 2012, il se présente sous l'étiquette du RIF dans la deuxième circonscription de Paris, avec Cendrine Chéreil de La Rivière, son épouse, comme candidate suppléante, et obtient 76 voix soit 0,17 % des suffrages exprimés,. Il devient ensuite vice-président du Rassemblement, parti présidé par Alain Bournazel et issu d'une fraction du Rassemblement pour l'indépendance et la souveraineté de la France (RIF) qui refuse d'être absorbée par le parti Souveraineté, identité et libertés (SIEL).
Toujours en 2012, il s'associe au projet « Notre antenne », porté par Gilles Arnaud et Philippe Milliau. Avec Jean-Yves Le Gallou, il pousse Milliau à refuser tout financement russe et à s'orienter vers un autre modèle. TV Libertés naîtra en 2014.
Il prend sa retraite du ministère de l'Intérieur le 1er juillet 2013.
À partir de 2012, il est sociétaire de l'Académie catholique de France.
« Habitué des médias-pro Poutine », il est coopté en 2014 au Club Valdaï, et rencontre à plusieurs reprises Vladimir Poutine avec lequel il s'entretient en allemand. Il est membre du conseil des experts du centre d'analyse international Rethinking Russia.
À la mi-2015, il fonde avec le général Antoine Martinez les Volontaires pour la France, une organisation nationaliste et d'extrême droite qui affirme vouloir « combattre l'islamisation » pour « défendre l'identité française ». Elle est essentiellement composée de militaires et de policiers à la retraite, dont une partie formera l'Action des forces opérationnelles en 2017,. Ils en prennent tous deux la présidence après sa déclaration en 2016.
En 2016, il est élu membre du conseil d'administration de Dialogue franco-russe. En septembre de cette année, il succède à Arnaud Guyot-Jeannin dans la direction du Libre journal des enjeux actuels sur Radio Courtoisie, avant de prendre la tête en décembre du Libre journal de la résistance française toutes les quatre semaines. Il cède en février 2018 sa place à Nicolas Stoquer.
Collaborateur des sites Polémia et Boulevard Voltaire, il fait paraître en septembre 2018 sur ce dernier son ultime billet, intitulé « Absence de politique familiale : l'Europe disparaît ». Il meurt le 10 octobre 2018 dans le 16e arrondissement de Paris, à l'âge de 70 ans. La Lettre A relève que ses obsèques « ont réuni, le 17 octobre à Paris, un aréopage de personnalités de droite et d'extrême droite, pour la plupart admirateurs du régime de Vladimir Poutine ».

### Vie privée
Marié en 1978 à Bernadette Boyer, Yvan Blot en a deux enfants, Delphine et Frank. En 1995, il épouse en secondes noces Chantal de Seguin avec qui il reste marié 19 ans jusqu'en 2014. Il épouse ensuite Cendrine Chéreil de La Rivière, ancienne épouse de Jean-Marie Le Chevallier.
Alors que son ami Bernard Lebeau dit l'avoir connu « plutôt athée », Philippe Lamy relève que « sa position à l'égard du christianisme évolue » au fil du temps ; il signe ainsi en 2006 un manifeste en faveur de la messe tridentine qui paraît dans Le Figaro.

## Publications
- Les Racines de la liberté, Albin Michel, 1985, 258 p. (ISBN 978-2-226-02239-4).
- Dir., La Démocratie confisquée, Jean Picollec, 1989 (ISBN 978-2-86477-089-3).
- Baroque et Politique, 1992, Éditions nationales.
- L'Héritage d'Athéna ou les Racines grecques de l'Occident, Ploufragan, Les Presses bretonnes, 1996, 349 p. (ISBN 2-85615-010-1).
- La Politique selon Aristote : leçon du passé pour le présent, Melz-sur-Seine, Nation et Humanisme, 1997, 130 p. (ISBN 978-2-9511578-0-4).
- La Transmission de la culture grecque aux Romains, Melz-sur-Seine, Nation et Humanisme, 1998, 58 p. (ISBN 2-9511578-1-9).
- Notre héritage grec, Le Rocher, 2006 (ISBN 978-2-268-05829-0).
- Mitterrand, Le Pen : le piège : histoire d'une rencontre secrète, Monaco/Paris, Le Rocher, 2007, 285 p. (ISBN 978-2-268-06147-4).
- Herbert Spencer, un évolutionniste contre l'étatisme, Paris, Les Belles Lettres, 2007, 320 p. (ISBN 978-2-251-39901-0)  — thèse de doctorat en économie remaniée.
- L'Oligarchie au pouvoir, Paris, Economica, 2011, 144 p. (ISBN 978-2-7178-6042-9).
- La Démocratie directe : une chance pour la France, Paris, Economica, 2012, 224 p. (ISBN 978-2-7178-6125-9)
- Les Faux prophètes : Voltaire, Rousseau, Marx et Freud, Kaysersberg, Apopsix, 2013, 220 p. (ISBN 978-2-35979-065-8).
- L'Europe colonisée, Kaysersberg, Apopsix, 2014, 310 p. (ISBN 978-2-35979-080-1).
- Nous les descendants d'Athéna, t. 2, Apopsix, 2014, 382 p. (ISBN 978-2-35979-087-0).
- Nous les descendants d'Athéna, t. 1, Apopsix, 2014, 380 p. (ISBN 978-2-35979-086-3).
- L'Homme défiguré, Apopsix, 2015, 380 p. (ISBN 978-2-35979-088-7).
- (ru) прямая демократия [« La Démocratie directe »], Moscou, Kmbook,‎ 2015, 304 p. (ISBN 978-5-8041-0794-0).
- La Russie de Poutine (préf. Philippe de Villiers), Paris, Bernard Giovanangeli, 2015, 204 p. (ISBN 978-2-7587-0140-8).
- (ru) россиа путина [« Vladimir Poutine »], Moscou, Kmbook, 2016, 240 p.  (ISBN 978-5-8041-0843-5).
- Avec Roger Marion, Le Terrorisme islamiste, une menace révolutionnaire : suivi d'Un entretien de Roger Marion sur l'action contre-terroriste en France, Kaysersberg, Apopsix, 2016, 246 p. (ISBN 978-2-35979-110-5, présentation en ligne).
- L'Homme héroïque : un idéal pour notre survie (préf. Antoine Martinez), Kaysersberg, Apopsix, 2016, 286 p.
- Patriotisme et résistance nationale (préf. Nicolas Dupont-Aignan), Paris, Bernard Giovanangeli, 2018, 200 p. (ISBN 978-2-7587-0208-5).

## Prix
- Prix du livre libéral 2007 pour Herbert Spencer, un évolutionniste contre l'étatisme[63].